# Vulcaanse groet

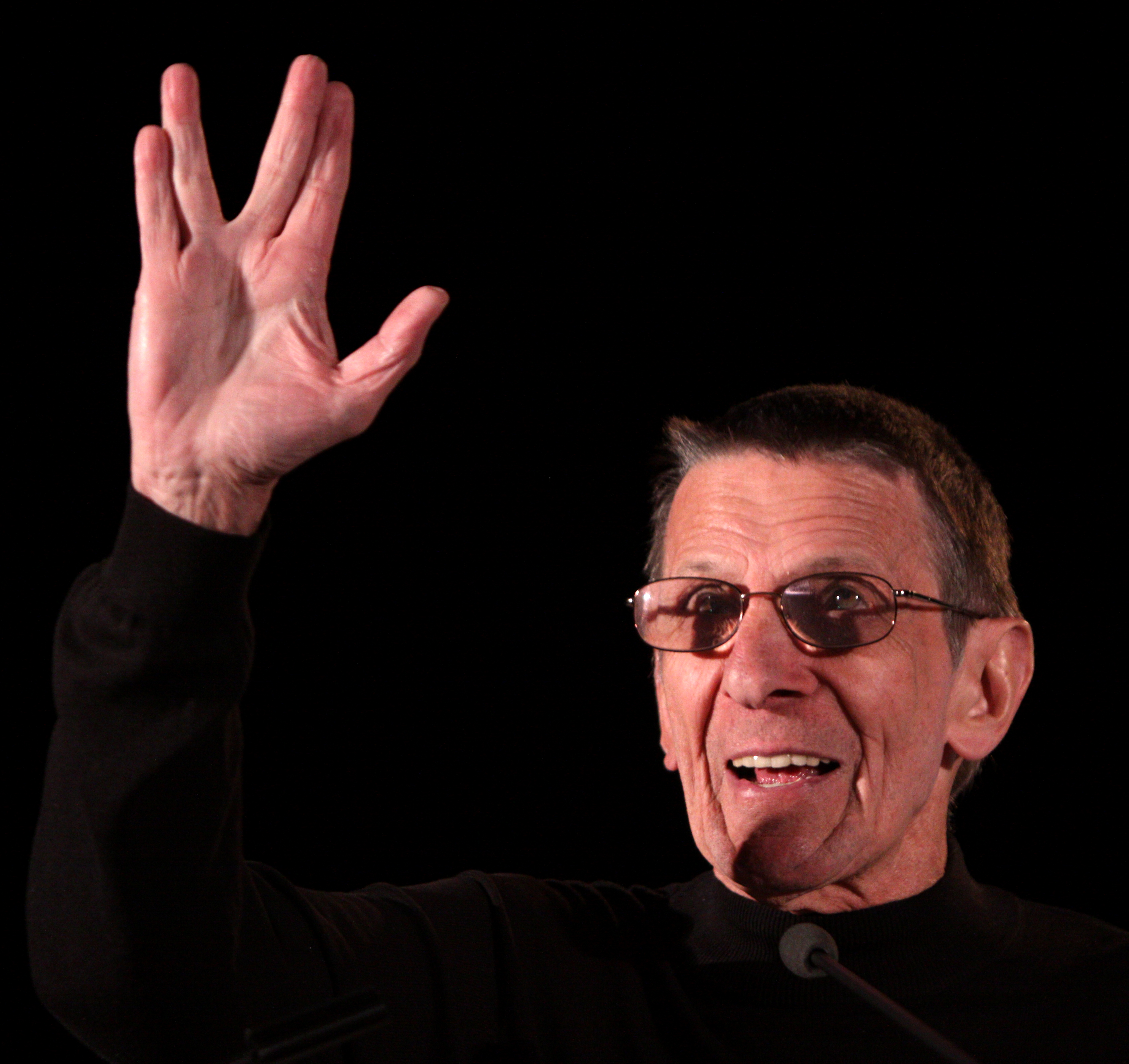
Leonard Nimoy laat de Vulcaanse groet zien.

De Vulcaanse groet (Engels: Vulcan salute) is een handgebaar uit de Amerikaanse sciencefictionserie Star Trek. Het gebaar dient als groet en wordt voornamelijk gebezigd door het buitenaardse volk der Vulcanen. De groet was voor het eerst te zien de aflevering Amok Time in de originele serie van Star Trek.
Het gebaar is een opgestoken vlakke hand met de handpalm naar voren gericht en de vingers gespreid tussen de middelvinger en de ringvinger. De Vulcaanse groet gaat vaak vergezeld van de woorden Live long and prosper (Vulcaans: Dif-tor heh smusma, zoals gesproken in Star Trek: The Motion Picture; vertaling: Leef lang en vaar wel  of Leef lang en voorspoedig).
In versie 7 van de Unicode-standaard is een symbool opgenomen voor de Vulcaanse groet: (🖖), op codepunt U+1F596.

## Oorsprong
De Vulcaanse groet is bedacht door Leonard Nimoy, die het personage Spock vertolkte. Hij werd geïnspireerd door het gebaar van een zegening tijdens een dienst in een synagoge in Boston die hij als kind bijwoonde. Nimoy keek stiekem naar de priesterzegen tijdens de dienst, terwijl de andere aanwezigen volgens de gewoonte hun handen voor de ogen hielden.
Bij de oorspronkelijke zegening, en dus ook bij de Vulcaanse groet, vormt de hand de Hebreeuwse letter sjien. Dit is de eerste letter van een van de Hebreeuwse namen voor God. Als de priesters uit de Hebreeuwse Bijbel de zegen over het volk Israël uitspraken, spreidden zij beide handen op deze wijze uit en legden zo de naam van God op het volk. Toen Nimoy zijn rol in Star Trek speelde, was er behoefte aan een groet van de Vulcanen. Hij stelde vanuit zijn joodse erfgoed de zegen van de kohaniem voor, maar dan met één hand in plaats van beide handen die de kohaniem gebruiken.

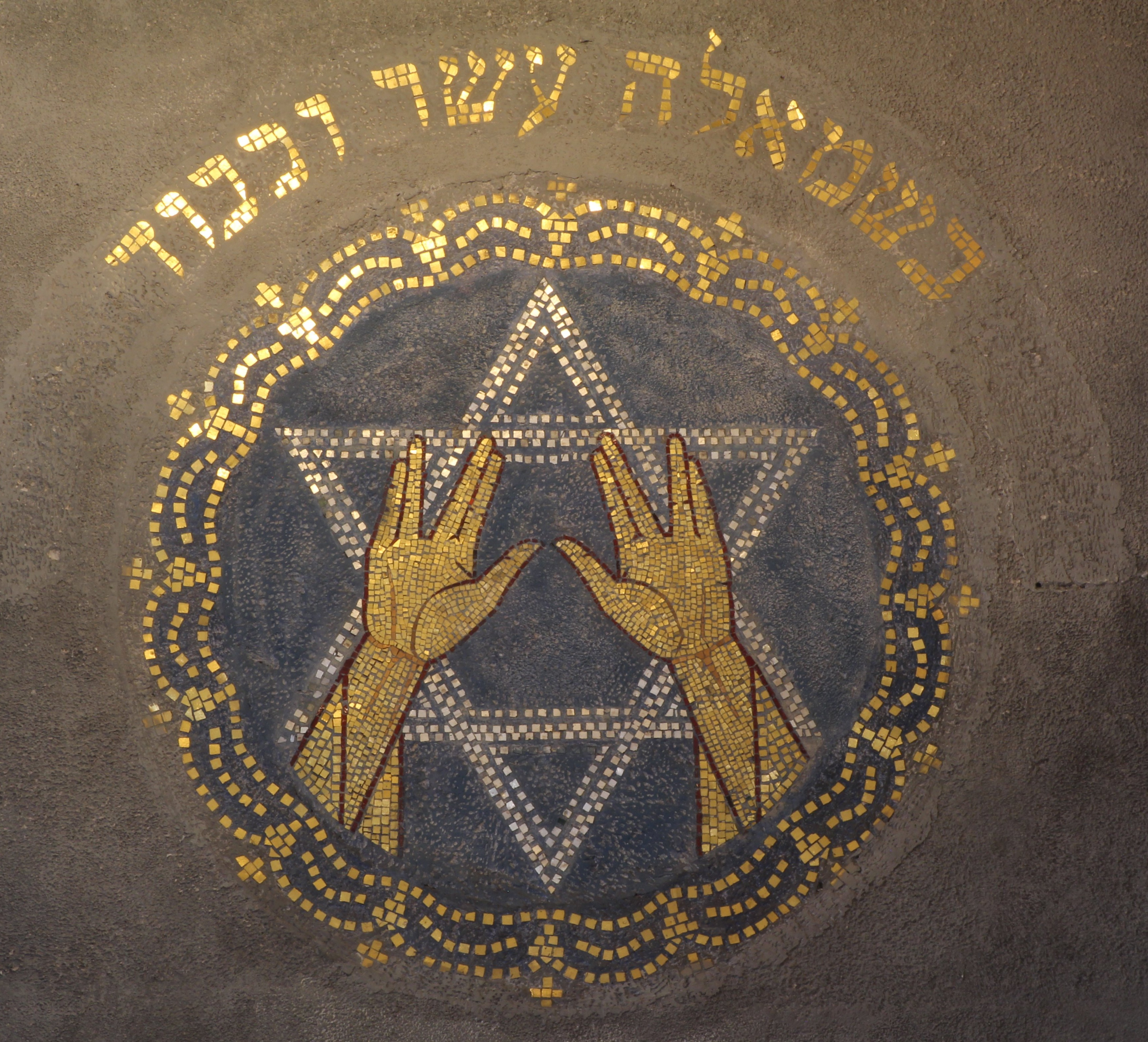
Mozaïek uit de synagoge in Enschede met de zegening uitgevoerd met twee handen.